# Крейг Дърго
Крейг Дърго (на английски: Craig Dirgo) е американски писател на бестселъри в жанра техно-трилър, приключенски роман и исторически роман.

## Биография и творчество
Крейг Дърго е роден на 11 август 1959 г. в САЩ. Той е едно от шестте деца в семейството на полковник от Военновъздушните сили на САЩ. Израства около американските и британски военни бази. След гимназията работи на временни работни места.
След като се интересува от колекцията от автомобили на писателя Клайв Къслър, се запознава с него и отива през 1987 г. да работи в „Националната академия за морско и подводно дело“ (NUMA), създадена от Къслър. Заедно Къслър издават през 1994 г. първата документална книга за дейността на NUMA – „Морски ловци“.
Вдъхновен от Клайв Къслър започва сам да пише. Първият му приключенски трилър „The Einstein Papers“ (Докементите на Айнщайн) от поредицата „Джон Тафт“ е издаден през 1999 г. Главният герой Джон Тафт е агент от Националната агенция за разузнаване.
През 2003 г. заедно с Клайв Къслър започват нова поредица трилъри „Досиетата „Орегон“, романите от която стават бестселъри.
През 2012 г. е издаден първият му исторически роман „Gunnison Grit“, чийто сюжет се развива в Гънисън, Колорадо.
Притежава няколко малки предприятия и е член на борда на NUMA.
Крейг Дърго живее със семейството си в Крестед Бют.

## Произведения
- Самостоятелни романи
- Gunnison Grit (2012)
- New South Britain (2013)

### Серия „Джон Тафт“ (John Taft)
1. The Einstein Papers (1999)
2. Tremor (2006)
3. The Tesla Documents (2013)
4. The Cristos Parchment (2014)

### Серия „Досиетата „Орегон“ (Oregon Files) – сКлайв Къслър
1. Golden Buddha (2003)
2. Sacred Stone (2004)
Свещеният камък, изд.: ИК „Бард“, София (2010), прев. Анна Христова

### Серия „Ели Кътър“ (Eli Cutter)
1. Eli Cutter (2016)
2. Eli Cutter: Spring (2016)

### Документалистика
- The Sea Hunters: True Adventures With Famous Shipwrecks (1994) – с Клайв Къслър 
Морски ловци, изд. „Димант“, Ямбол (2000), прев. Мария Неделева
- Dirk Pitt Revealed (1998) – с Клайв Къслър
- The Sea Hunters II: Diving the World's Seas for Famous Shipwrecks (2002) – с Клайв Къслър

### Екранизации
- Морските ловци, The Sea Hunters (2002 – 2006)